# Łodygowo (przystanek kolejowy)
Łodygowo – nieistniejący przystanek osobowy w Limży, w gminie Kisielice, w powiecie iławskim, w województwie warmińsko-mazurskim, w Polsce. Została otwarta w 1900 roku razem z linią z Kwidzyna do Kisielic. Do 1945 roku linia ta była używana w ruchu pasażerskim i towarowym, w tym samym roku jej tory zostały rozebrane.